# David Macpherson
David Macpherson (Launceston, 3 luglio 1967) è un allenatore di tennis ed ex tennista australiano.

## Carriera
A livello juniores si fa notare principalmente per la finale raggiunta nel doppio ragazzi agli US Open 1985, finale poi persa insieme al connazionale Patrick Flynn.
Tra i professionisti ottiene una discreta carriera nel doppio, specialità in cui riesce a vincere sedici tornei su un totale di ventinove finali raggiunte.
Nei tornei dello Slam ha ottenuto come miglior risultato la semifinale agli Australian Open 1988.

## Carriera da allenatore
Ha allenato i fratelli Bob e Mike Bryan dal 2005 al 2016 e poi di nuovo dal 2017 a fine carriera nel 2020. È stato anche allenatore di John Isner dal 2018 a fine carriera nel 2023.

## Statistiche

### Doppio

#### Vittorie (16)
| Legenda                                                       |
| Grande Slam (0)                                               |
| Tennis Masters Cup / ATP World Tour Finals (0)                |
| Masters Series / ATP World Tour Master 1000 (1)               |
| ATP International Series Gold / ATP World Tour 500 Series (3) |
| ATP International Series / ATP World Tour 250 Series (12)     |

| Numero | Anno | Torneo                                         | Superficie  | Compagno          | Avversari in finale              | Punteggio     |
| 1.     | 1990 | Toronto Indoor, Toronto                        | Sintetico   | Patrick Galbraith | Neil Broad Kevin Curren          | 2–6, 6–4, 6–3 |
| 2.     | 1992 | Milan Indoor, Milano                           | Sintetico   | Neil Broad        | Sergio Casal Emilio Sánchez      | 5–7, 7–5, 6–4 |
| 3.     | 1992 | Indian Wells Masters, Indian Wells             | Cemento     | Steve DeVries     | Kent Kinnear Sven Salumaa        | 4–6, 6–3, 6–3 |
| 4.     | 1992 | Verizon Tennis Challenge, Atlanta              | Terra verde | Steve DeVries     | Mark Keil Dave Randall           | 6–3, 6–3      |
| 5.     | 1992 | U.S. Men's Clay Court Championships, Charlotte | Terra rossa | Steve DeVries     | Bret Garnett Jared Palmer        | 6–4, 7–6      |
| 6.     | 1992 | Manchester Open, Manchester                    | Erba        | Patrick Galbraith | Jeremy Bates Laurie Warder       | 4–6, 6–3, 6–2 |
| 7.     | 1992 | Brisbane International, Brisbane               | Cemento (i) | Steve DeVries     | Patrick McEnroe Jonathan Stark   | 6–4, 6–4      |
| 8.     | 1993 | ATP Nizza, Nizza                               | Terra rossa | Laurie Warder     | Shelby Cannon Scott Melville     | 3–4, rit.     |
| 9.     | 1995 | Tennis Channel Open, Scottsdale                | Cemento     | Trevor Kronemann  | Luis Lobo Javier Sánchez         | 4–6, 6–3, 6–4 |
| 10.    | 1995 | Open Seat, Barcellona                          | Terra rossa | Trevor Kronemann  | Goran Ivanišević Andrea Gaudenzi | 6–2, 6–4      |
| 11.    | 1995 | BMW Open, Monaco di Baviera                    | Terra rossa | Trevor Kronemann  | Luis Lobo Javier Sánchez         | 6–3, 6–4      |
| 12.    | 1996 | SAP Open, San Jose                             | Cemento (i) | Trevor Kronemann  | Richey Reneberg Jonathan Stark   | 6–4, 3–6, 6–3 |
| 13.    | 1998 | Hypo Group Tennis International, St. Pölten    | Terra rossa | Jim Grabb         | David Adams Wayne Black          | 6–4, 6–4      |
| 14.    | 2001 | ATP Adelaide, Adelaide                         | Cemento     | Grant Stafford    | Wayne Arthurs Todd Woodbridge    | 6–7, 6–4, 6–4 |
| 15.    | 2001 | Japan Open Tennis Championships, Tokyo         | Cemento     | Rick Leach        | Paul Hanley Nathan Healey        | 1–6, 7–6, 7–6 |
| 16.    | 2003 | Campbell's Hall of Fame Championships, Newport | Erba        | Jordan Kerr       | Julian Knowle Jürgen Melzer      | 7–6, 6–3      |